# NGC 2516
NGC 2516 es un cúmulo abierto en la constelación de la Quilla. Es fácilmente visible a simple vista en un sitio sin contaminación lumínica a 3° al sureste de Avior, Ocasionalmente es conocido como el Pesebre del Sur, por su similitud con el cúmulo M44. Está formado por más de 400 estrellas, la más brillante de ellas es la gigante roja HD 63342 cerca del centro de magnitud aparente +5,18. Es un cúmulo muy joven, con una edad de tan sólo 150 millones de años.
Fue descubierto por el astrónomo Nicolas Louis de Lacaille en 1751.